# Marathon van Berlijn 2003
De marathon van Berlijn 2003 werd gelopen op zondag 28 september 2003. Het was de 30e editie van deze marathon. 
De Keniaan Paul Tergat was bij de mannen het snelst in de wereldrecordtijd van 2:04.55. Het was in totaal voor de vijfde maal dat er in Berlijn een wereldrecord werd gerealiseerd, waarvan voor de tweede maal bij de mannen. Andrés Espinosa werd vierde bij de mannen in een tijd van 2:08.46, wat een nieuw veteranen wereldrecord was.
De Japanse Yasuko Hashimoto zegevierde bij de vrouwen in 2:26.32.

## Uitslagen

### Mannen
| rang   | naam              | land | tijd    |
| ------ | ----------------- | ---- | ------- |
| Goud   | Paul Tergat       | KEN  | 2:04.55 |
| Zilver | Sammy Korir       | KEN  | 2:04.56 |
| Brons  | Titus Munji       | KEN  | 2:06.15 |
| 4      | Andrés Espinosa   | MEX  | 2:08.46 |
| 5      | Raymond Kipkoech  | KEN  | 2:09.22 |
| 6      | Kazuhira Matsuda  | JPN  | 2:09.50 |
| 7      | Kurao Umeki       | JPN  | 2:09.52 |
| 8      | Andre Ramos       | BRA  | 2:09.59 |
| 9      | Makosonke Fika    | RSA  | 2:10.46 |
| 10     | Javier Caballero  | ESP  | 2:10.44 |
| 11     | Yasuaki Yamamoto  | JPN  | 2:10.56 |
| 12     | Satoshi Osaki     | JPN  | 2:12.08 |
| 13     | Janne Holmén      | FIN  | 2:12.10 |
| 14     | Tadayuki Tsutsumu | JPN  | 2:12.42 |
| 15     | Yohei Sato        | JPN  | 2:13.37 |
| 16     | Jacob Losian      | KEN  | 2:13.42 |
| 17     | Jae-young Hyung   | KOR  | 2:14.21 |
| 18     | Rudyk Mykola      | UKR  | 2:14.30 |
| 19     | Alex Mendonca     | BRA  | 2:14.46 |
| 20     | Jakhin Mamashayen | UKR  | 2:15.20 |
| 12284  | John Haenraets    | BEL  | 3:53.35 |

### Vrouwen
| rang   | naam                | land | tijd    |
| ------ | ------------------- | ---- | ------- |
| Goud   | Yasuko Hashimoto    | JPN  | 2:26.32 |
| Zilver | Emily Kimuria       | KEN  | 2:28.18 |
| Brons  | Ornella Ferrara     | ITA  | 2:28.28 |
| 4      | Ana Dias            | POR  | 2:28.49 |
| 5      | Alina Ivanova       | RUS  | 2:29.00 |
| 6      | Monica Drybulska    | POL  | 2:29.58 |
| 7      | Fumi Murata         | JPN  | 2:30.15 |
| 8      | Liz Yelling         | GBR  | 2:30.58 |
| 9      | Adelia Elias        | POR  | 2:34.07 |
| 10     | Dagmar Rabensteinar | AUT  | 2:34.35 |
| 11     | Lenah Cheruiyot     | KEN  | 2:35.29 |
| 12     | Ivana Lozzia        | ITA  | 2:35.40 |
| 13     | Georgia Abatzidou   | GRE  | 2:36.58 |
| 14     | Tina Maria Ramos    | ESP  | 2:37.04 |
| 15     | Kathrin Webet       | GER  | 2:38.15 |
| 16     | Jennie Åkerberg     | SWE  | 2:38.17 |
| 17     | Maija Kukkohovi     | FIN  | 2:39.07 |
| 18     | Ursula Jeitziner    | SUI  | 2:41.49 |
| 19     | Anja Carlsohn       | GER  | 2:42.16 |
| 20     | Viola Schäffer      | HUN  | 2:42.52 |

1974 ·
1975 ·
1976 ·
1977 ·
1978 ·
1979 ·
1980 ·
1981 ·
1982 ·
1983 ·
1984 ·
1985 ·
1986 ·
1987 ·
1988 ·
1989 ·
1990 ·
1991 ·
1992 ·
1993 ·
1994 ·
1995 ·
1996 ·
1997 ·
1998 ·
1999 ·
2000 ·
2001 ·
2002 ·
2003 ·
2004 ·
2005 ·
2006 ·
2007 ·
2008 ·
2009 ·
2010 ·
2011 ·
2012 ·
2013 ·
2014 ·
2015 ·
2016 ·
2017 ·
2018